# Jiefang Ribao
Jiefang Ribao (chinesisch 解放日報 / 解放日报, Pinyin Jiěfàng Rìbà, englisch Jiefang Daily) ist das Presseorgan des Shanghaier Komitees der Kommunistischen Partei Chinas (KPCh). Die Zeitung wird täglich durch die Jiefang Daily Newspaper Group in einer Auflage von ca. 700.000 Exemplaren publiziert.
Die erste Ausgabe der Jiefang Ribao erschien am 28. Mai 1949 unter dem ersten Herausgeber Zhang Chunqiao.